# Le Libertin (film)
Pour les articles homonymes, voir Le Libertin.
Pour plus de détails, voir Fiche technique et Distribution.
Le Libertin est un film français de Gabriel Aghion sorti en 2000.

## Synopsis
Au XVIIIe siècle, alors que l'Église interdit la diffusion de l'Encyclopédie, le philosophe Diderot continue pourtant à l'imprimer clandestinement dans le château du Baron et de la Baronne d'Holbach. 
La finition de son travail tarde cependant : quelle définition donner au mot « morale » ? De plus, l'arrivée au château du cardinal et de Mme Therbouche, une prétendue artiste venue pour faire un portrait de Diderot, n'arrange pas les choses.
Le cardinal cependant ne sera pas en reste non plus, dans un château où le vice est préféré aux enseignements religieux : un Diderot libertin, une baronne plus gourmande que jamais, un baron qui invente l'orgue à cochons et d'autres aphrodisiaques, deux marquis homosexuels vautrés dans la luxure, un chevalier qui refoule son homosexualité et dont la femme est une nymphomane qui n'oublie pas malgré tout de se confesser et enfin les filles du baron et du philosophe qui tiennent absolument à perdre leur virginité le plus vite possible.

## Fiche technique
- Titre  original : Le Libertin
- Réalisateur : Gabriel Aghion
- Scénariste  : Gabriel Aghion et Éric-Emmanuel Schmitt
- Scripte :  Suzanne Durrenberger
- Société de production : Bel Ombre Films, Canal+, Josy Films, Mosca Films, Sans Contrefaçon Productions, TF1 Films Production.
- Producteur : Raphaël Cohen
- Musique du film :  Bruno Coulais
- Directeur de la photographie : Jean-Marie Dreujou
- Montage :  Luc Barnier
- Distribution des rôles : Gérard Moulévrier
- Création des décors : Dan Weil
- Décorateur de plateau : Sandrine Mauvezin
- Création des costumes : Olivier Bériot
- Pays d'origine  :  France
- Genre : comédie et historique
- Durée : 100 minutes
- Date de sortie : 15 mars 2000 en France

## Distribution
- Vincent Perez : Denis Diderot
- Michel Serrault : le cardinal, frère du baron
- Fanny Ardant : Madame Therbouche
- Arielle Dombasle : Madame de Jerfeuil
- Josiane Balasko : Baronne d'Holbach
- Christian Charmetant : Chevalier de Jerfeuil
- Françoise Lépine : Madame Diderot
- François Lalande : Baron d'Holbach
- Bruno Todeschini : Marquis de Cambrol
- Arnaud Lemaire : Marquis de Lutz
- Audrey Tautou : Julie d'Holbach
- Vahina Giocante : Angélique Diderot
- Yan Duffas : Abraham
- Véronique Vella : La cousine de Jerfeuil
- Éric Savin : Chef de la police
- Thierry Nzeutem : Mohamed, le masseur eunuque
- Jean Pommier : Le domestique

## Autour du film
- La chanson d'introduction, interprétée par Josiane Balasko, est une adaptation assez libre de Le Mot et la Chose, un poème galant dû à l'abbé Gabriel-Charles de Lattaignant.
- Éric-Emmanuel Schmitt, auteur de la pièce éponyme, aurait exigé par contrat que soit apposée la mention « Librement trahi du livre d'Éric-Emmanuel Schmitt » au début du film, déniant ainsi tout caractère d'adaptation de son œuvre[1].
- Le film fut tourné, entre autres, au château de Villette, au château de Champs-sur-Marne, dans le parc du château de jeurre à Morigny-Champigny, à l'abbaye de Chaalis ainsi qu'aux studios d'Épinay.